# HMS Quail (G45)
HMS Quail (G45) là một tàu khu trục lớp Q phục vụ cùng Hải quân Hoàng gia Anh Quốc. Được chế tạo vào giai đoạn Chiến tranh Thế giới thứ hai như một phần của Chương trình Khẩn cấp Chiến tranh, Quail được đặt lườn năm 1940 và hạ thủy năm 1942; nhưng chỉ có quãng đời phục vụ ngắn ngủi không đầy một năm, khi bị hư hại do trúng mìn vào ngày 15 tháng 11 năm 1943 trong biển Adriatic; và bị đắm đang khi được kéo đến Malta để sửa chữa vào ngày 18 tháng 5 năm 1944.

## Thiết kế và chế tạo
Quail được đặt hàng vào ngày 2 tháng 4 năm 1940 để phục vụ cùng Chi hạm đội Khẩn cấp 3. Nó được đặt lườn vào ngày 30 tháng 9 năm 1940 tại xưởng tàu của hãng Hawthorn Leslie & Company ở Hebburn; và hạ thủy vào ngày 1 tháng 6 năm 1942. Quail nhập biên chế cùng Hải quân Hoàng gia vào ngày 7 tháng 1 năm 1943 với chi phí 436.576 Bảng Anh, không tính đến các thiết bị do Bộ Hải quân Anh cung cấp như vũ khí, thiết bị vô tuyến và radar. Con tàu được cộng đồng cư dân Islington, Greater London đỡ đầu vào tháng 3 năm 1942 sau một cuộc vận động quyên góp thành công trong Tuần lễ Tàu chiến.

## Lịch sử hoạt động
Sau khi trải qua tháng 12 năm 1942 chạy thử máy cùng xưởng tàu, Quail nhập biên chế vào ngày 7 tháng 1 năm 1943 rồi lên đường gia nhập Hạm đội Nhà tại Scapa Flow, nơi nó tiến hành thực tập. Vào tháng 2, nó được đề cử tham gia hộ tống các đoàn tàu vận tải quân sự WS27 và KMF10A trong chuyến đi từ River Clyde; WS27 hướng sang Trung Đông ngang qua mũi Hảo Vọng trong khi KMF10A hướng sang Địa Trung Hải ngang qua Gibraltar. Sau khi hoàn tất nhiệm vụ hộ tống này, Quail được dự định để gia nhập Chi hạm đội Khu trục 3 tại Ấn Độ Dương. Nó gia nhập WS27 tại Clyde vào ngày 27 tháng 2 cùng với thiết giáp hạm Malaya và các tàu khu trục HMS Raider, Quadrant, Queenborough và Wolverine trong thành phần hộ tống đại dương để vượt qua Đại Tây Dương. Nó tiếp tục ở lại cùng WS27 trong khi những chiếc thuộc KMF10A tách ra vào ngày 2 tháng 3 để hướng đến Gibraltar. Vào ngày 5 tháng 3, HMS Quadrant được cho tách ra, và đến ngày 8 tháng 3, đến lượt Quail, Queenborough và Raider cũng được cho tách ra sau khi đoàn tàu đi đến Freetown, Sierra Leone. Chúng được giữ lại tại Freetown làm nhiệm vụ bảo vệ vận tải, trong khi kế hoạch chuyển sang Ấn Độ Dương bị hủy bỏ do nhu cầu phải hỗ trợ cho các cuộc đổ bộ sắp đến của Đồng Minh tại Địa Trung Hải.
Vào ngày 11 tháng 3, Quail được bố trí cùng Queenborough và Raider để bảo vệ cho chuyến đi của Đoàn tàu WS27 hướng đến Durban; đến nơi vào ngày 24 tháng 3, nơi họ được cho tách ra. Các tàu khu trục quay trở về Freetown vào tháng 4, nơi Quail được điều trở về Anh. Nó khởi hành từ Freetown vào ngày 29 tháng 4 cùng với HMS Quality, về đến Anh và gia nhập trở lại chi hạm đội tại Scapa Flow vào tháng 5. Sang tháng 6, nó được huy động để hỗ trợ cho Chiến dịch Husky, cuộc đổ bộ của Đồng Minh lên Sicily.   Nó lên đường đi Gibraltar trong thành phần hộ tống các tàu chiến chủ lực của Hạm đội Nhà, vốn cũng được phân công bảo vệ cho cuộc đổ bộ. Nó được bố trí ngoài khơi Malta, và vào ngày 8 tháng 7 đã lên đường trong thành phần hộ tống cho các thiết giáp hạm HMS Nelson, Rodney, Warspite và Valiant, các tàu sân bay HMS Indomitable và Formidable; cùng các tàu tuần dương HMS Aurora, Penelope, Cleopatra và Euryalus, các tàu khu trục HMS Quilliam, Queenborough, Isis, Faulknor, Echo, Intrepid, Raider, Eclipse, Fury, Inglefield, Ilex, Troubridge, Tyrian, Tumult, Offa, tàu khu trục Hy Lạp Vasilissa Olga và tàu khu trục Ba Lan ORP Piorun tại khu vực Tây Địa Trung Hải. Họ hoạt động chống lại sự kháng cự của Ý trong cuộc đổ bốộ, và đến ngày 12 tháng 7, các tàu khu trục hộ tống được giao nhiệm vụ tuần tra ngăn chạn. Vào ngày 14 tháng 7, Quail và Quilliam được bố trí cùng các tàu tuần dương Cleopatra và Euryalus về phía bờ biển phía Đông Sicily.
Quail tiếp tục nhiệm vụ này trong suốt tháng 8, và vào ngày 21 tháng 8 đã tiến hành bắn phá các mục tiêu trên lục địa Ý từ eo biển Messina. Mười ngày sau, 31 tháng 8, nó ở trong thành phần hộ tống cho các thiết giáp hạm Nelson và Rodney cùng tàu tuần dương HMS Orion trong việc bắn phá chuẩn bị bờ biển Ý giữa Reggio Calabria và Pessaro trước khi Đồng Minh đổ bộ Italy. Quail tiến hành nhiệm vụ bắn phá và bảo vệ cùng các tàu khu trục HMS Offa, Petard, Queenborough, Quilliam, Tartar, Troubridge, Tyrian và ORP Piorun vào đầu tháng 9. Vào ngày 2 tháng 9, Quail bắn phá khu vực phía Nam Reggio; và từ ngày 9 đến ngày 16 tháng 9, nó tham gia cùng các tàu khu trục khác để hộ tống các thiết giáp hạm Nelson, Rodney, Warspite và Valiant cùng các tàu sân bay Illustrious và Formidable.  Họ cung cấp hỏa lực hỗ trợ ngoài khơi bãi đổ bộ, cũng như tuần tra chống tàu ngầm và các tàu phóng lôi E-boat. Sang tháng 10, Quail được chuyển sang khu vực biển Adriatic, đặt căn cứ tại Bari để hỗ trợ các hoạt động quân sự và hộ tống vận tải. Vào ngày 22 tháng 10, nó ngăn chặn và chiếm giữ một tàu buôn đối phương trong một cuộc tuần tra.
Vào ngày 15 tháng 11, đang khi tuần tra trong biển Adriatic, Quail trúng phải một quả mìn thuộc bãi mìn vốn do tàu ngầm U-boat U-453 rải vào ngày 25 tháng 10. Nó mắc cạn vào ngày hôm sau chờ đợi để được cứu vớt. Vào tháng 12, nó được kéo đến Bari để sửa chữa tạm thời, rồi trải qua giai đoạn từ tháng 1 đến tháng 4 năm 1944 tiếp tục được sửa chữa, để có thể đi đến được Taranto để có thể sửa chữa triệt để. Nó được kéo đến Taranto, nhưng đang khi ở lại đây người ta quyết định nó sẽ được sửa chữa tại Malta. Sau những sự chuẩn bị khác, nó được kéo đi Malta vào tháng 5, nhưng nó lật úp và đắm trên đường đi trong vịnh Taranto, ở tọa độ 40°03′B 17°15′Đ / 40,05°B 17,25°Đ, vào ngày 18 tháng 5.
Vào ngày 5 tháng 6 năm 2002, một nhóm thợ lặn Ý do Claudia Serpieri đã khám phá xác tàu đắm của HMS Quail và quay phim nó. Con tàu đang nằm ở độ sâu 90 m (300 ft).